# Liste des hôtels de Challes-les-Eaux
Cet article recense les hôtels de Challes-les-Eaux, en France, lors de l’apogée de la station thermale au XXe siècle.

## Hôtels

### En activité
| Nom                                              | Époque       | Adresse           | Coordonnées                       | Site Internet                | Image |
| ------------------------------------------------ | ------------ | ----------------- | --------------------------------- | ---------------------------- | ----- |
| Hôtel du Château (Château des Comtes de Challes) | XIIIe siècle | Montée du Château | 45° 33′ 15,52″ N, 5° 59′ 16,08″ E | chateaudescomtesdechalles.fr |       |

### Ayant changé d’utilisation
| Nom                             | Époque      | Adresse                | Coordonnées                       | Utilisation actuelle               | Image |
| ------------------------------- | ----------- | ---------------------- | --------------------------------- | ---------------------------------- | ----- |
| Chalet de la Source             | Inconnu     | Avenue des Thermes     | 45° 33′ 02,6″ N, 5° 59′ 15,1″ E   | Transformé en appartements         |       |
| Hôtel d’Angleterre              | XVIe siècle | Chemin de Triviers     | 45° 32′ 43,63″ N, 5° 59′ 26,71″ E | Transformé en appartements         |       |
| Hôtel des Bains                 | Inconnu     | Avenue des Thermes     | 45° 32′ 59,98″ N, 5° 59′ 14,18″ E | Transformé en appartements         |       |
| Hôtel Bristol (Hôtel Belvédère) | 1924        | Chemin de la Combe     | 45° 32′ 57,5″ N, 5° 58′ 55,6″ E   | Transformé en appartements         |       |
| Hôtel Chateaubriand             | Inconnu     | Rue du Grand Barberaz  | 45° 33′ 00,6″ N, 5° 58′ 56,9″ E   | Transformé en lycée hôtelier       |       |
| Hôtel de France et du Parc      | Inconnu     | Rue du Docteur Vincent | 45° 32′ 56,8″ N, 5° 59′ 00,1″ E   | Transformé en appartements         |       |
| Hôtel Les Noisetiers            | Inconnu     | Avenue Amélie Gex      | 45° 33′ 25,8″ N, 5° 59′ 16,6″ E   | Transformé en appartements         |       |
| Hôtel de la Mairie              | 1903        | Avenue Charles Pillet  | 45° 32′ 53,1″ N, 5° 59′ 01,8″ E   | Transformé en appartements         |       |
| Hôtel Riviera                   | Années 1920 | Avenue des Thermes     | 45° 33′ 01,6″ N, 5° 59′ 14,8″ E   | Transformé en appartements         |       |
| Hostellerie Challésienne        | Inconnu     | Place de la libération | 45° 32′ 56,7″ N, 5° 58′ 53,6″ E   | Transformé en appartements         |       |
| L’Ermitage                      | Inconnu     | Chemin du Sous-Bois    | 45° 33′ 03,9″ N, 5° 59′ 24″ E     | Transformé en maison               |       |
| Le Granier                      | Inconnu     | Route Nationale 6      | 45° 32′ 36″ N, 5° 59′ 15,6″ E     | Transformé en bureaux d’assurances |       |

### Détruits
| Nom               | Époque      | Adresse               | Coordonnées                     | Remplacé par      | Image |
| ----------------- | ----------- | --------------------- | ------------------------------- | ----------------- | ----- |
| Modern’Hôtel      | Inconnu     | Avenue Louis Domenget | 45° 32′ 55,7″ N, 5° 59′ 12,2″ E | Appartements      |       |
| Hôtel Beauséjour  | XIXe siècle | Route Nationale 6     | 45° 32′ 53,9″ N, 5° 59′ 08,1″ E | Parc Beauséjour   |       |
| Hôtel de l’Europe | Inconnu     | Route Nationale 6     | 45° 32′ 56,7″ N, 5° 59′ 06,1″ E | Place de l’Europe |       |
| Nouvel Hôtel      | XIXe siècle | Route Nationale 6     | 45° 32′ 54,8″ N, 5° 59′ 08″ E   | Appartements      |       |
| Villa Bellevue    | Inconnu     | Rue Victor Hugo       | 45° 32′ 56″ N, 5° 58′ 49,4″ E   | Appartements      |       |
| Hôtel Beauvoir    | Inconnu     | Rue Victor Hugo       | 45° 32′ 54,3″ N, 5° 58′ 49,7″ E | Appartements      |       |